# Јемен на Светском првенству у атлетици на отвореном 2015.
Јемен је учествовао на 15. Светском првенству у атлетици на отвореном 2015. одржаном у Пекингу од 22. до 30. августа. Репрезентацију Јемена представљао је један атлетичар који се такмичио у трци на 5.000 м.,
На овом првенству Јемен није освојио ниједну медаљу али је њихов такмичар оборио лични рекорд.

## Учесници
Мушкарци:
- Abdullah Al-Qwabani — 5.000 м

## Резултати

### Мушкарци
| Атлетичар           | Дисциплина | Лични рекорд | Квалификације | Квалификације | Финале               | Финале       | Детаљи                                   |
| Атлетичар           | Дисциплина | Лични рекорд | Резултат      | Место         | Резултат             | Место        | Детаљи                                   |
| ------------------- | ---------- | ------------ | ------------- | ------------- | -------------------- | ------------ | ---------------------------------------- |
| Abdullah Al-Qwabani | 5.000 м    | 3:50,17      | 16:02,55 ЛР   | 20. у гр. 3   | Није се квалификовао | 39 / 39 (41) | Архивирано на веб-сајту (30. април 2018) |